# گریس دومی
گریس دومی (انگلیسی: Greis Domi؛ زادهٔ ۳۰ اکتبر ۱۹۹۸) بازیکن فوتبال اهل آلبانی است.
وی همچنین در تیم ملی فوتبال Albania بازی کرده‌است.